# معصومه آقاجانی
معصومه آقاجانی با نام مستعار نانی آقاجانی (زادهٔ ۲۵ تیر ۱۳۳۸) بازیگر و دوبلور اهل ایران است. او فعالیت هنری‌اش را سال ۱۳۵۳ با تئاتر بام‌ها و زیربام‌ها آغاز کرد و سپس جذب دوبله شد.

## سینما
- پسر ارشد من (۱۳۸۹)
- مسیح (۱۳۸۴)
- به رنگ‌ ارغوان(۱۳۸۳)
- خانه‌ای در شن (۱۳۸۲)
- از صمیم قلب (۱۳۷۹)
- لژیون (۱۳۷۷)
- توطئه (۱۳۷۴)
- جاده عشق (۱۳۷۲)

## تلویزیون
| سال  | مجموعه تلویزیونی    | کارگردان                                      | توضیحات                           |
| ۱۳۶۹ | مهر و ماه           | حمید لبخنده                                   | شبکه ۲                            |
| ۱۳۷۲ | سنگ و شیشه          | جمشید حیدری                                   | شبکه ۲۲۱ قسمت                     |
| ۱۳۷۳ | اشتباه در اشتباه    | جواد انصافی                                   | شبکه ۱۵ قسمت                      |
| ۱۳۷۴ | دبیرستان خضرا       | اکبر خواجویی                                  | شبکه ۲۲۶ قسمت                     |
| ۱۳۷۷ | ماجراهای خانه قدیمی | اسماعیل میهن دوست                             | شبکه ۱                            |
| ۱۳۷۸ | کژدم ۳۳             | مهدی شمسایی                                   | شبکه ۳۲۲ قسمت                     |
| ۱۳۷۹ | با من بمان          | حمید لبخنده                                   | شبکه ۳۳۰ قسمت                     |
| ۱۳۸۱ | فرستاده             | جواد شمقدری                                   | شبکه ۲۱۲ قسمت                     |
| ۱۳۸۲ | یکی مثل من          | محسن شاه محمدی                                | شبکه ۱۳۰ قسمتپخش در ماه رمضان     |
| ۱۳۸۲ | کلانتر              | محسن شاه محمدی                                | شبکه ۱۱۳ قسمتبازی در اپیزود همسفر |
| ۱۳۸۳ | مهر و ماه           | فیاض موسوی                                    | شبکه ۱۲۱ قسمت                     |
| ۱۳۸۴ | باران بهاری         | مسعود رشیدی                                   | شبکه ۱۱۳ قسمت                     |
| ۱۳۸۴ | کلانتر ۲            | محسن شاه محمدی                                | شبکه ۱۱۷ قسمتبازی در اپیزود سهراب |
| ۱۳۸۵ | زیر تیغ             | محمدرضا هنرمند                                | شبکه ۱۲۰ قسمت                     |
| ۱۳۸۶ | خواستگاران          | گلاب آدینه                                    | شبکه ۱۵۰ قسمت                     |
| ۱۳۸۸ | کلانتر ۳            | محسن شاه محمدی                                | شبکه ۱۳۰ قسمتبازی در اپیزود نسترن |
| ۱۳۹۱ | زمانه               | حسن فتحی                                      | شبکه ۳۴۹ قسمت                     |
| ۱۳۹۳ | رنگ شک              | فریبرز عرب نیا                                | شبکه ۳۷ قسمت                      |
| ۱۳۹۵ | دوردست‌ها            | جواد ارشاد                                    | شبکه ۱۳۷ قسمت                     |
| ۱۳۹۵ | چرخ فلک             | عزیزالله حمیدنژادبهرام عظیم پوراحسان عبدی پور | شبکه ۱اپیزود سید رضی              |
| ۱۳۹۶ | محکومین             | حسین قناعتسید جمال سید حاتمی                  | شبکه ۱۳۰ قسمت                     |
| ۱۳۹۶ | لژیونر              | مسعود آب پرور                                 | شبکه ۵۱۵ قسمت                     |
| ۱۳۹۷ | خاک گرم             | جواد ارشاد                                    | شبکه ۱۳۰ قسمت                     |
| ۱۳۹۸ | ملکاوان             | احمد معظمی                                    | شبکه آی فیلم۳۰ قسمت               |
| ۱۳۹۸ | بوی باران           | محمود معظمی                                   | شبکه ۱۶۵ قسمت                     |
| ۱۴۰۳ | پایتخت ۷            | سیروس مقدم                                    | شبکه یک۲۲ قسمت                    |

## دوبله
- مورد عجیب بنجامین باتن
- گروه فالک
- عصر سفید
- از روسيه با عشق
- غوطه در منجلاب
- جنایت و مکافات
- بینوایان
- جواهری در قصر
- شاهزاده مونونوکه